# Фудзівара но Мітінорі
Фудзівара но Мітінорі (яп. 藤原 通憲; 1106  —23 січня 1160) — середньовічний японський державний діяч, політик, вчений часів періоду Хейан.

## Життєпис
Походив з роду Південних Фудзівара, гілки клану Фудзівара. Син Фудзівара но Санекане, куродо (придворного шостого рангу). Народився 1106 року. Після смерті батька 1112 року опинився під опікою родичем. Здобув гарну освіту, захопився конфуціанством і буддизмом.
1121 року розпочав кар'єру при дворі імператора Тоба. 1127 року став службовцем куродо-докоро (особистої канцелярії) імператора Сутоку. 1133 року стає санґі. Протягом 1130-х років склав імператорські іспити, здобувши вчену ступінь. 1135 року оженився з Фудзівара но Тьосі, що стала годувальницею майбутнього імператора Ґо-Сіракава. Це сприяло кар'єрі Мітінорі.
1143 року йому надано старший п'ятий ранг. 1144 року очолив рід південних Фудзівара. Того ж року призначено молодшим державним радником. Згодом стає нюдо (ченцем в миру) під ім'ям Енку, яке згодом змінив на Сіндзей. Стає впливовим порадником імператора Ґо-Сіракава і Нідзьо. До останнього мав вільний доступ та численні привілеї. Цим був невдоволений Фудзівара но Нобуйорі.
Завдяки діяльності Мітінорі (виявилася продовження суперництва Південних і Північних Фудзівара) екс-імператор Тоба зміцнив свої позиції й повністю зумів перебрати на себе владу, остаточно відсторонивши Північних Фудзівара, що були сессьо (регентами) і кампаку, які фактично втратили владу. Водночас мав вплив при дворі номінально правлячих імператорів (влада перебувала в екс-імператора).
1156 року під час смути Хоген активно діяв на користь екс-імператора ҐоСіракави проти екс-імператора Сутоку. Втім вимушений був розділити вплив з Тайра но Кійоморі, донька якого вийшла заміж за сина Мітінорі.
1159 року під час смути Хейдзі виступив проти Фудзівара но Нобуйорі. Союзник останнього Мінамото но Йосітомо під час відсутності Тайра но Кійоморі в Кіото атакував маєток Мітінорі, знищивши членів родини, що перебували там. Фудзівара но Мітінорі прорвався з Кіото, але незабаром загинув.

## Творчість
Був відомим колекціонером і бібліофілом. Фудзівара но Мітінорі склав збірку «Сіндзей когакудзу» («Зображення давньої музики Сіндзея»), власноруч намалювавши там малюнки інструментів. Також склав історичну працю «Хонтьо сейкі».